# PT-76
PT-76 (rusko плавающий танк - plavajoči tank) je bil sovjetski amfibijski lahki tank s 76 mm D-56T risanocevnim topom. Razvili so ga v 1950ih in je hitro postal glavni lahki tank Varšavskega pakta. Skupaj so zgradili okrog 12000 tankov, ki so jih izvozili v okrog 25 držav po svetu. Šasija tega tanka se je uporabljala tudi na oklepniku BTR-50, na topu ASU-85 in na protiletalskih sistemih Šilka in 2K12 Kub.

## Galerija
- Oklepno vozilo BTR-50
- ASU-85 samovozni top
- Protiletalski top ZSU-23-4 Šilka
- 2K12 Kub
- OT-62 Topas
- Angolski PT-76